# PGC 15212
LEDA/PGC 15212, auch UGC 3042, ist eine Balken-Spiralgalaxie vom Hubble-Typ SBbc im Sternbild Giraffe am Nordsternhimmel. Sie ist schätzungsweise 143 Millionen Lichtjahre von der Milchstraße entfernt und hat einen Durchmesser von etwa 80.000 Lichtjahren. Vom Sonnensystem aus entfernt sich das Objekt mit einer errechneten Radialgeschwindigkeit von näherungsweise 3.100 Kilometern pro Sekunde.
Die Typ-II Supernova SN 2005dy wurde hier beobachtet.
Sie ist die Hauptgalaxie der kleinen, vier Mitglieder zählenden Lyons Groups of Galaxies LGG 116.

## LGG 116-Gruppe
| Galaxie   | Alternativname | Entfernung/Mio. Lj |
| --------- | -------------- | ------------------ |
| PGC 15263 | UGC 3048       | 142                |
| PGC 15639 | UGC 3090       | 137                |
| PGC 16027 | UGC 3147       | 135                |
| PGC 15212 | UGC 3042       | 143                |